# 1-氯苯并环丁烯
1-氯苯并环丁烯是一种有机化合物，化学式为C8H7Cl。它可在2-二氯甲基甲苯的真空闪热解中生成；它也可由苯并环丁烯酮在还原后与氯化亚砜反应制得。它和三氨三羰基铬反应，可以得到1,1'-联(苯并环丁烯)。